# Life Extension Advocacy Foundation
Life Extension Advocacy Foundation (LEAF) — некоммерческая организация, созданная с целью поддержки фундаментальных исследований основных механизмов старения и старческо-зависимых болезней, а также проведения просветительско-образовательно мероприятий в этом направлении. Основана в 2014 году, базируется в Нью-Йорке, США. Её активность включает в себя выпуск новостей и просветительских материалов о ходе исследований процессов старения, ежегодные научные конференции по антистарению в Нью-Йорке, и краудфандинговую платформу Lifespan.io. По заявлению организации, в 2020 году платформа провела 8 кампаний по привлечению средств, в том числе три на проекты Исследовательского фонда SENS.

## Новостные выпуски
LEAF начала публиковать свои новостные сообщения с 2016 года с целью ознакомления людей с прогрессом в области исследования старения и долголетия. К 2020 году было создано более 900 статей, включая более 90 интервью с непосредственно исследователями, такими как Обри ди Грей, Judith Campisi, Brian K. Kennedy, Steve Horvath, Дэвид Синклер и Greg Fahy.
В 2018 году LEAF взял интервью у российского врача-гериатра Валерия Новосёлова, который ставит под сомнение необычно высокий возраст рекордсменки долгожительства Жанны Кальман.

## Научные конференции
Каждый год летом в Нью-Йорке организация проводит научную конференцию под названием Ending Age-Related Diseases: Investment Prospects and Advances in Research (EARD). Основные темы включают биомаркеры старения, фундаментальные процессы старения, омолаживающие терапии, а также становление индустрии продления жизни в целом.

## Краудфандинговая платформа
Некоммерческая краудфандинговая платформа Lifespan.io предназначена для поддержки фундаментальных исследований старения. К 2020 году платформа собрала почти 400 тысяч долларов на поддержку 8 научных проектов, включая 3 проекта Исследовательского фонда SENS: OncoSENS, MitoSENS and MitoMouse.

## Прочая деятельность
Прочая деятельность организации включает в себя участие в научных и публичных мероприятиях, выступлениях на телевидении, интервью в прессе. В 2017 и 2018 годах LEAF предоставляла научные консультации при создании научно-популярного контента YouTube-каналам Kurzgesagt, Life Noggin и CGP Grey.